# Ernest de Sarzec
Gustave Charles Ernest Chocquin (qui prend le nom de Sarzec après avoir acheté le château de Sarzec, à Montamisé, en 1880) est un diplomate et archéologue français né à Rennes le 11 août 1832 et mort à Poitiers le 31 mai 1901.

## Biographie
Il est le fils d'Alexandre Gustave Chocquin, né à Vivonne le 17 mars 1799, mort à Paris le 4 septembre 1852. Diplômé de l'École polytechnique, en 1819, lieutenant d'artillerie, il a démissionné après la révolution de 1830 pour se retirer en Bretagne, puis à Paris. Sa mère, Joséphine Beaulieu, née en 1813, est morte à Paris le 19 février 1863.

### Directeur du gaz à Alexandrie
Ingénieur civil, il a d'abord été directeur du gaz de la "Compagnie Lebon" d'Alexandrie, en Égypte, entre 1864 et 1868. Ce poste lui permet d'avoir des contacts avec l'administration ottomane.

### Poste de Massaoua
Après la guerre franco-allemande de 1870, Sarzec est à Paris. Sa connaissance de l'Orient va lui permettre d'obtenir, par décret du 23 février 1872, la charge de l’agence consulaire de France à Massaoua. Cette région est alors occupée par les Égyptiens. Il s'embarque à Marseille pour l'Égypte le 11 avril 1872, puis à Suez pour Massourah, le 21 mai. Il arrive à son poste le 8 juin. Il remplace à ce poste un citoyen suisse, Werner Munzinger, qui avait représenté la France avec loyauté entre 1864 et 1871, mais la défaite de l'Empire français l'avait conduit à trahir les intérêts français pour défendre ceux du khédive égyptien. Werner Munzinger avait alors été nommé gouverneur de Massaoua pour l'Égypte avec le titre de Bey, le 23 avril 1871, puis a entrepris d'attaquer l'Éthiopie. Le nouveau négus Yohannes IV entreprit de lutter contre ses vassaux révoltés et contre les menées de l'Égypte. Pendant ce temps, Sarzec avait pu prendre contact avec le négus et renoué les liens d'amitié entre la France et l'Éthiopie. Cette entreprise avait provoqué des démarches du khédive Ismaïl auprès du gouvernement français qui a rappelé Sarzec en France en 1874. Sarzec s'étant justifié, il est réintégré dans son poste le 18 novembre 1874. Malgré l'opposition du khédive, il réussit à regagner son poste. Le négus a battu l'armée égyptienne en 1875 et tué Munzinger au cours d'une opération que celui-ci avait montée à partir de Tadjourah. Finalement, le ministère des Affaires étrangères décida de changer Sarzec de poste.
Le 6 août 1875, le ministre des Affaires étrangères le nomme au poste de vice-consul de France à Bassorah. Avant de partir pour son nouveau poste, Sarzec a apporté au négus les cadeaux qui lui avaient été envoyés par le président Mac Mahon mais que Munzinger avait saisis. Revenu à Massaoua le 18 décembre 1875, il partit pour la France. Dans un rapport daté du 14 août 1875, il signale des ruines à Zoville, au sud du Tigré.
C'est à Massaoua qu'Ernest de Sarzec a attrapé le paludisme qui devait l'emporter.

### Vice-consul à Bassorah
Il prend son poste le 19 janvier 1877 après un séjour en France. Sa défense des intérêts français en Éthiopie lui a valu l'inimitié des hauts fonctionnaires ottomans qui le connaissaient et n'ignoraient rien de ses activités antérieures. En Chaldée il va plus travailler pour le ministère de l'Instruction publique que pour celui des Affaires étrangères.
L'activité consulaire à Bassorah est alors assez faible. La Mésopotamie était devenue un champ d'exploration archéologique depuis le premier chantier de fouille par Paul-Émile Botta à Khorsabad, Jules Oppert et Fulgence Fresnel à Babylone. Les Anglais sont très actifs dans ces fouilles avec Layard, Rawlinson et Taylor, puis les Allemands et les Américains, alors que la France a abandonné. Mais la Basse-Chaldée, par son climat et les attaques de rebelles, est peu touchée par ses recherches.

### Découverte de Lagash et de la civilisation sumérienne

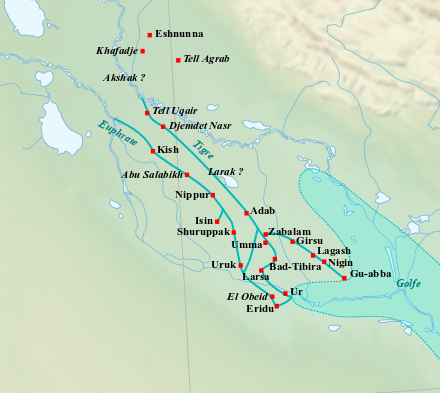
Les sites de Mésopotamie

Il apprend de Guillotti, directeur des postes et télégraphes à Bagdad, que revenant d'une inspection des lignes il a vu des statues qui jonchaient les bords du Chatt-el-Hai, près de Tello.
Après avoir obtenu des autorités ottomanes le droit exclusif d'entreprendre des fouilles sur le site, il commence ses recherches en 1877 sur ses fonds personnels. Il met au jour les premiers témoins d'une civilisation jusqu'alors inconnue, les Sumériens. Il venait de trouver l'ancienne capitale de Lagash. C'est pendant son congé en France, en 1878, que ramenant des pièces qu'il avait découvertes, le ministre des Affaires étrangères Waddington signale à Léon Heuzey, conservateur adjoint du musée du Louvre, ces objets d'un style inconnu. Léon Heuzey, nommé directeur du département oriental du Louvre, va être le soutien de Sarzec dans ses fouilles.
Entretemps, sa santé défaillante à cause de ses crises de paludismes l'oblige à revenir en France pour se soigner en juillet 1878. Il n'est de retour à Bassorah que le  11 décembre 1879. Pendant son séjour en France, il se marie et entreprend l'achat du château de Sarzec. Il passe par Constantinople pour obtenir un firman régulier pour ses fouilles. Il entreprend les troisième et quatrième campagnes de fouilles.
Il doit revenir en France en 1881 pour se soigner. Arrivé le 31 mai, il rapporte les grandes statues de Gudea, d'Our-Baou… En 1881, l'État va acheter à Sarzec le produit de ses fouilles pour 130 000 francs.
Il revient à Bagdad en 1883, mais un nouveau règlement des antiquités interdit aux agents consulaires de faire des fouilles dans leur circonscription. Il doit attendre une autorisation et en profite pour aller en Perse du Sud pour faire des recherches entre mars et juillet 1885. L'ambassadeur de France à Téhéran lui demande d'être prudent car il était en train de négocier l'autorisation de reprendre les fouilles à Suse par Marcel Dieulafoy et Jane Dieulafoy.
Pendant sept années, le site de Tello va être livré aux pillages des fouilles clandestines qui alimentent le marché d'antiquités de Bagdad.
Les fouilles reprennent sous le contrôle d'un inspecteur turc des fouilles, d'abord Bédry Bey, puis Youssouf Effendi, avec lesquels Sarzec eut des difficultés et prit le dernier en flagrant délit de vol d'antiquités sur le site. Les tribus arabes de la région sont alors une cause d'insécurité.
L'architecte Henri de Sevelinges, élève d'Honoré Daumet, est nommé adjoint de Sarzec pour faire le relevé de l'ensemble du site et les premières photographies pendant les campagnes de 1888 et 1893.
Au cours de la neuvième campagne commencée le 20 février 1895, son camp a été attaqué par une tribu arabe, tuant un des gardes et en blessant huit. Pendant deux ans, jusqu'à l'arrivée du vice-consul Gustave Rouët, le 14 avril 1897, il n'y a plus de représentation française à Bassorah.
La dixième campagne de fouilles a lieu entre le 28 février et le 4 juin 1898. Des marchands de Bagdad ont promis 300 livres turques aux Arabes de la région de Tello pour dévaliser Sarzec. Une protection donnée par Redjeb Pacha lui a permis de travailler en paix. Il trouve un poignard de l'époque d'Ur-Nina de 41 centimètres de long.
Ses recherches ont mis au jour des trésors archéologiques qui ont été acquis par le musée du Louvre : les statues du gouverneur de la cité-État de Lagash, Gudea, la stèle de victoire d’Eannatum, roi de Lagash, dite « Stèle des Vautours » qui est la plus ancienne trace d'histoire en écriture cunéiforme, des bibliothèques de tablettes, cylindres et barillets en terre cuite.
Après un séjour en France, il entreprend sa onzième campagne de fouilles et quitte la France pour Constantinople le 14 décembre 1899. Il veut discuter de la prolongation de son firman, puis il descend en bateaux le Tigre jusqu'à Bagdad avec sa femme, Marie, et son fils. Il arrive à Bagdad le 15 février 1900 et à Tello le 25. Il découvre sur le site une nouvelle bibliothèque. Il rapporte de cette campagne onze mille tablettes ou nouveaux documents de la période Gudea et de la IIIe dynastie d'Ur. Un sondage à l'emplacement du temple de Ningirsu lui a permis d'atteindre la couche protohistorique qui a été fouillée trente ans plus tard par l'abbé Henri de Genouillac.
De retour en France à l'été 1900, la maladie l'emporta. Il est inhumé dans le cimetière de Picanthème à Vivonne (Vienne).
Il est élevé au grade de ministre plénipotentiaire de deuxième classe le 1er août 1899.
Après la mort de Sarzec, le commandant Gaston Cros a poursuivi les fouilles à Lagash, entre 1903 et 1909. Il a découvert de nouvelles statues en diorite de Gudea et de nombreuses tablettes en cunéiforme. Après 1929, de nouvelles fouilles françaises ont encore lieu.

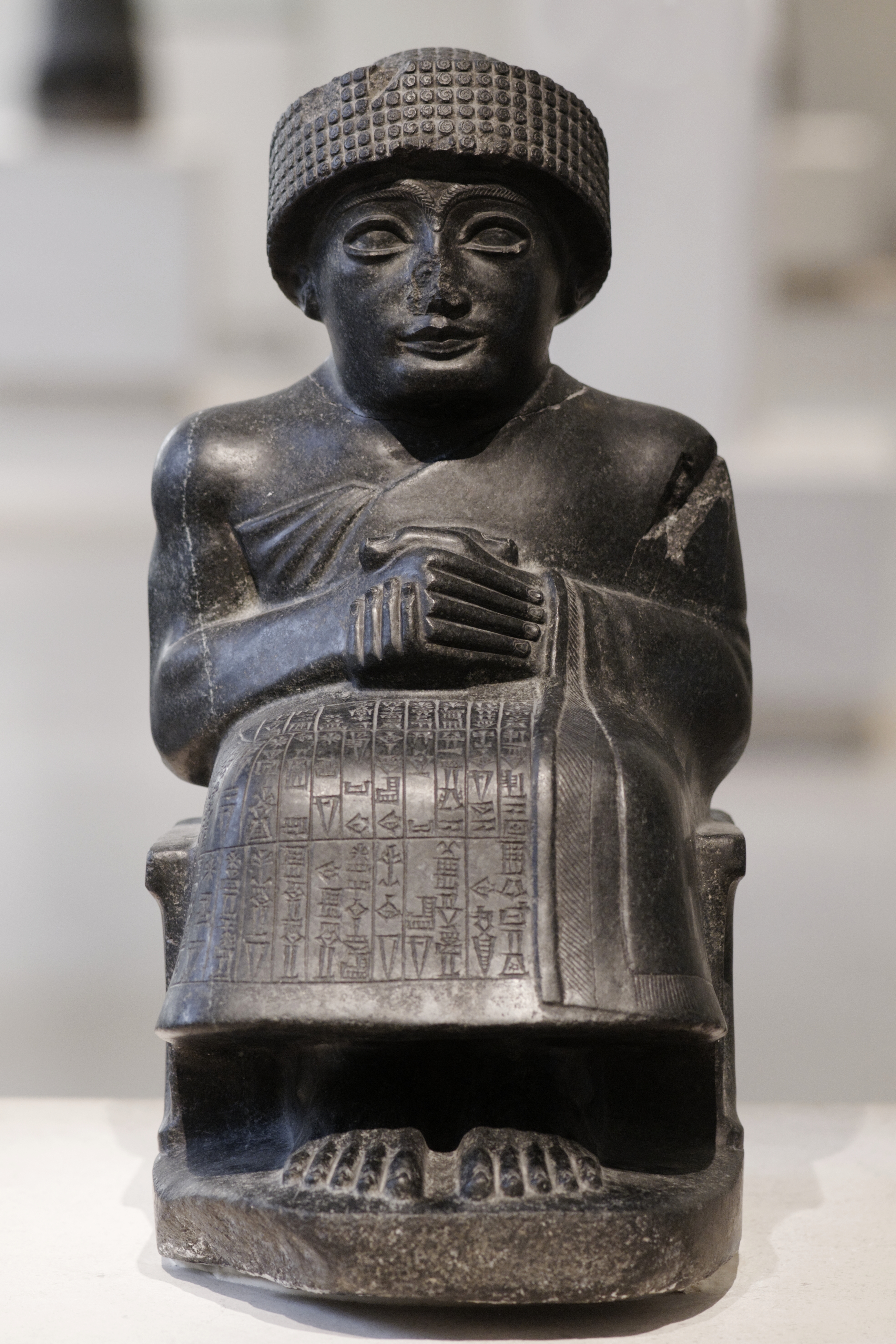
Gudea de Lagash.
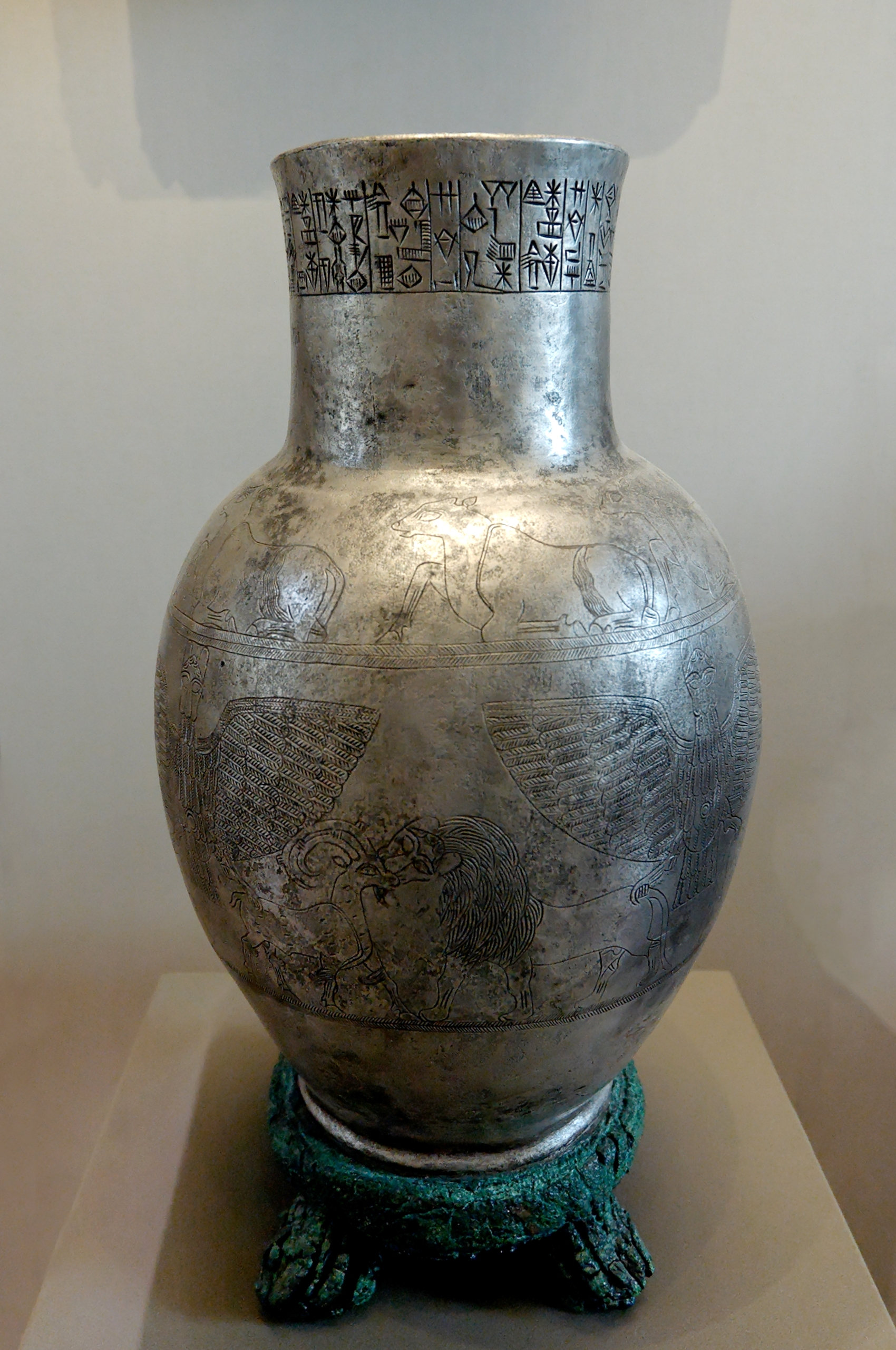
Vase d'Entéména trouvé par Sarzec en 1877.
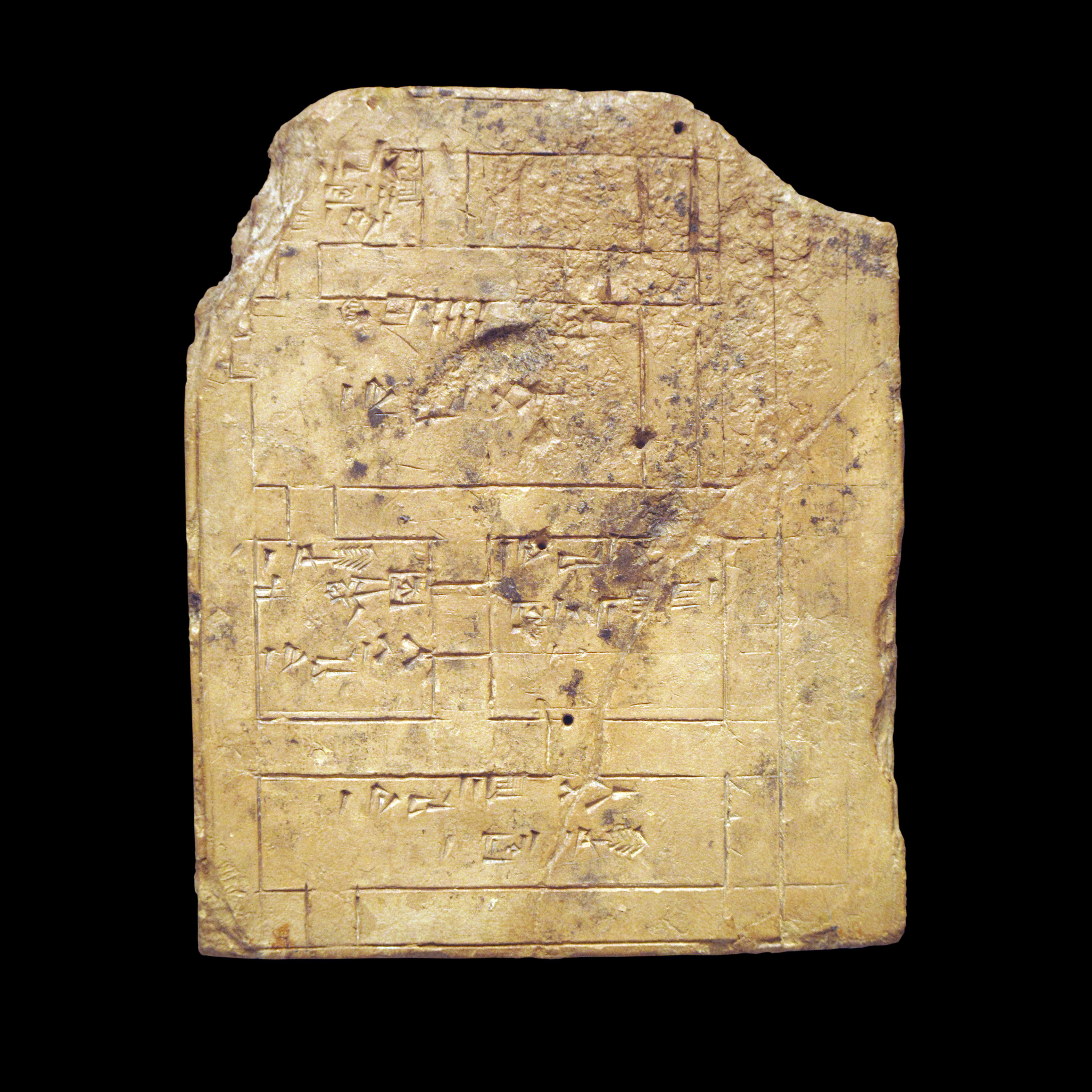
Plan d'une habitation ou d'un temple.  Tello, Basse Mésopotamie (Irak).

## Décorations
- Officier de la Légion d'honneur ;
- Commandeur de Saint-Grégoire-le Grand ;
- Commandeur du Saint-Sépulchre ;
- Commandeur de Saint-Stanislas de Russie ;
- Commandeur de l'ordre impérial de Médjidié ;
- Commandeur du Sceau de Salomon d'Abyssinie.